# Into the Void (Kyuss)
Into the Void is een covernummer van de band Kyuss van hun split-cd Kyuss/Queens of the Stone Age die verscheen in 1996. Het is de laatste single die is uitgebracht door de band. Het oorspronkelijke nummer werd geschreven door de band Black Sabbath. Dit nummer verscheen in 1971 op het album Master of Reality.

## Single
- Into the Void - 8:00
- Fatso Forgetso - 8:33

## Bandleden
- John Garcia - Zang
- Josh Homme - Gitaar
- Scott Reeder - Basgitaar
- Alfredo Hernández - Drums
- Hutch - Producer
- Fred Drake - Mixing